# Algarve Sharks
Gli Algarve Sharks sono una squadra di football americano, di Faro, in Portogallo, fondata nel 2008.

## Dettaglio stagioni

### Tornei nazionali

#### Campionato

##### LPFA
| Stagione | regular season | regular season | regular season | regular season | regular season | regular season | playoff | playoff | playoff | playoff | playoff | playoff    | playoff       |
|          | Vin            | Par            | Per            | Tot            | PF             | PS             | Vin     | Per     | Tot     | PF      | PS      | risultato  | avversaria    |
| -------- | -------------- | -------------- | -------------- | -------------- | -------------- | -------------- | ------- | ------- | ------- | ------- | ------- | ---------- | ------------- |
| 2015-16  | 4              | 0              | 4              | 8              | 247            | 250            | 2       | 1       | 3       | 56      | 36      | Finale     | Lisboa Devils |
| 2016-17  | 4              | 1              | 4              | 9              | 201            | 145            | 1       | 1       | 2       | 72      | 68      | Semifinale | Lisboa Devils |
| 2017-18  | 5              | 0              | 5              | 10             | 275            | 217            | -       | -       | -       | -       | -       | -          | -             |
| 2019     | 0              | 0              | 6              | 6              | 50             | 206            | -       | -       | -       | -       | -       | Retrocessi | -             |
| Totale   | 13             | 1              | 19             | 33             | 773            | 818            | 3       | 2       | 5       | 128     | 104     |            |               |

Fonti: Sito APFA- A cura di Roberto Mezzetti;

#### Coppa

##### Torneio Fundadores
| Stagione | regular season | regular season | regular season | regular season | regular season | regular season | playoff | playoff | playoff | playoff | playoff | playoff                                 | playoff           |
|          | Vin            | Par            | Per            | Tot            | PF             | PS             | Vin     | Per     | Tot     | PF      | PS      | risultato                               | avversaria        |
| -------- | -------------- | -------------- | -------------- | -------------- | -------------- | -------------- | ------- | ------- | ------- | ------- | ------- | --------------------------------------- | ----------------- |
| 2018     | -              | -              | -              | -              | -              | -              | 0       | 2       | 2       | 13      | 77      | Sconfitti nell'incontro di consolazione | Lisboa Navigators |
| Totale   | -              | -              | -              | -              | -              | -              | 0       | 2       | 2       | 13      | 77      |                                         |                   |

Fonti: Sito APFA- A cura di Roberto Mezzetti;